# Graeme Crosby
Graeme William Crosby (4 luglio 1955) è un pilota motociclistico neozelandese ritiratosi dall'attività agonistica.

## Carriera
Crosby inizia la sua carriera nel 1974 in competizioni locali. Nel 1976 si è distinto nel campionato australiano di Superbike.
Nel 1980 si trasferì in Europa, dove vinse il Senior TT del Tourist Trophy e il mondiale TT F1 (quest'ultimo rivinto anche nel 1981). Nello stesso anno debutta nella classe 500 del motomondiale a bordo di una Suzuki, terminando 8º. Sempre nello stesso anno, vince la 8 Ore di Suzuka insieme a Wes Cooley con la Suzuki del team Yoshimura R&D.
L'anno successivo gareggia sempre nella stessa classe e dopo aver raggiunto quattro piazzamenti sul podio, giunge 5º nella classifica finale del mondiale. Nel 1982 passa alla Yamaha nel team Agostini; nonostante alcuni infortuni raggiunge cinque piazzamenti a podio e ottiene il suo miglior risultato nella categoria terminando 2º in classifica generale prima di lasciare le gare del mondiale. Nello stesso anno vince la 200 Miglia di Daytona e anche quella di Imola.
In seguito ha gareggiato anche nell'automobilismo, in particolare nelle competizioni Turismo, soprattutto in Nuova Zelanda e Australia. Nel 1995 è stato inserito nell'Hall of Fame sportiva della Nuova Zelanda e nel 2007 è stato inserito nell'Hall of Fame del motociclismo neozelandese.

## Risultati nel motomondiale
| 1980 | Classe | Moto   |     |    |   |    |   |   |  |    |    |   |  |  |  |  | Punti | Pos. |
| ---- | ------ | ------ | --- | -- | - | -- | - | - |  | -- | -- | - |  |  |  |  | ----- | ---- |
| 1980 | 500    | Suzuki | Rit | 12 | 5 | NE | 8 | 4 |  | 13 | NE | 2 |  |  |  |  | 29    | 8º   |

| 1981 | Classe | Moto   |    |   |    |   |   |    |   |     |   |   |     |   |   |    | Punti | Pos. |
| ---- | ------ | ------ | -- | - | -- | - | - | -- | - | --- | - | - | --- | - | - | -- | ----- | ---- |
| 1981 | 500    | Suzuki | NE | 2 | 13 | 2 | 3 | NE | 4 | Rit | 7 | 3 | Rit | 5 | 5 | NE | 68    | 5º   |

| 1982 | Classe | Moto   |     |   |       |   |   |   |     |   |   |   |    |    |   |     | Punti | Pos. |
| ---- | ------ | ------ | --- | - | ----- | - | - | - | --- | - | - | - | -- | -- | - | --- | ----- | ---- |
| 1982 | 500    | Yamaha | Rit | 4 | [ 7 ] | 4 | 3 | 4 | Rit | 2 | 3 | 3 | NE | NE | 3 | Rit | 76    | 2º   |

| Legenda | 1º posto        | 2º posto            | 3º posto            | A punti      | Senza punti        | Grassetto – Pole position Corsivo – Giro più veloce |
| Legenda | Gara non valida | Non qual./Non part. | Ritirato/Non class. | Squalificato | '-' Dato non disp. | Grassetto – Pole position Corsivo – Giro più veloce |